# Luftmengenbegrenzer

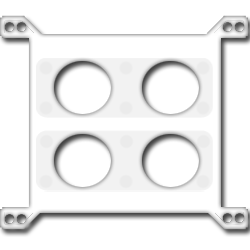
Grafische Darstellung eines NASCAR-Luftmengenbegrenzers

Durch den Luftmengenbegrenzer (auch Luftmassenbegrenzer oder englisch air restrictor bzw. restrictor plate) kann die Luftmenge, die einem Verbrennungsmotor zugeführt wird, reduziert werden, um dadurch die Motorleistung auf ein vorgegebenes Limit zu beschränken.

## Technik
Der Querschnitt des Ansaugtrakts wird technisch verengt, wodurch weniger Luft in den Verbrennungsraum gelangt. Um das optimale Kraftstoff-Luft-Verhältnis beizubehalten, muss auch die Treibstoffzufuhr entsprechend reduziert werden. Damit sinkt die umgesetzte Energie pro Zeit, also die Leistung. Die maximale Durchflussmenge wird erreicht, wenn die Strömungsgeschwindigkeit im engsten Querschnitt die Schallgeschwindigkeit erreicht.
Die dadurch erreichte Begrenzung der Luftmasse lässt sich durch die zugeschnittene Größengleichung beschreiben:
{\displaystyle {\dot {m}}=240\cdot A}
 {\displaystyle \textstyle {\dot {m}}} Luftmassenstrom in [kg/s]
 {\displaystyle \textstyle A} Engster Querschnitt in m²
Sofern nicht vom Reglement vorgegeben, kann der Einlauf am Luftmassenbegrenzer die Form einer Laval-Düse erhalten, wobei der engste Querschnitt den Vorgaben des Reglements entspricht. Alternativ wird auch ein Drall-Venturi (Doppelkegel, am engsten Querschnitt mit umlaufender Nut) vorgeschlagen.
Um die Wirkung der Luftmassenbegrenzung bei aufgeladenen Motoren zu verringern, wird ein Anti-Lag-System verwendet.

## Anwendungen

### Straßenverkehr
Im Straßenverkehr werden Mopeds und Motorräder gelegentlich gedrosselt, um die Leistung innerhalb der jeweiligen Führerscheinklasse zu halten oder um eine günstigere Versicherungsprämie zu erreichen. Während bei Zweitaktmotoren abgasseitige Drosseln üblich sind, werden Viertaktmotoren meist ansaugseitig, mit Luftmengenbegrenzer, in der Leistung reduziert.

### Motorsport
Häufig anzutreffen sind Luftmengenbegrenzer bei Rennwagen, damit eine dem Reglement entsprechende Leistung erreicht wird. Zum Beispiel wird bei den Turboladern der sogenannten World Rally Cars ein air restrictor mit einem Durchmesser von 33 mm eingesetzt, was zu einer Begrenzung der Nominal-Leistung auf 220 kW (300 PS) führen soll. Zieht man als Vergleich dazu einen weitgehend entsprechenden Spitzenmotor aus der Rallycross-Europameisterschaft heran, bei dem ein Luftmengenbegrenzer mit 45 mm Durchmesser dem Triebwerk zu über 400 kW (550 PS) verhilft, ist es leicht nachvollziehbar, wie mit einer relativ einfachen Maßnahme die maximale Leistung eines Motors begrenzt werden kann.
Prominentes Beispiel sind auch die Wagen der DTM. Ebenso werden die Motoren der Fahrzeuge der amerikanischen Monster Energy NASCAR Cup Series, wo auf den dort üblichen Hochgeschwindigkeits-Ovalkursen gefahren wird, mittels der restrictor plates von mehr als 590 kW (802 PS) auf circa 330 kW (449 PS), also um fast die Hälfte, gedrosselt. Bei Sportwagenrennen wie der Gruppe GT3 oder dem 24-Stunden-Rennen auf dem Nürburgring werden Luftmengenbegrenzer im Rahmen der Balance of Performance eingesetzt, um jedes Jahr eine vergleichbare Performance der Topteams sicherzustellen.
Seit 1971 müssen alle Motoren der Formel 3 mit einem Luftmengenbegrenzer versehen sein, der einen Durchmesser von 26 mm hat. Dieser bewirkt, dass die Motorleistung der von verschiedenen Herstellern stammenden Aggregate im Jahr 2012 bei etwa 158 bis 184 kW (215–250 PS) lag.